# Sławomir Zagórski (biolog)
Sławomir Zagórski (ur. 7 grudnia 1955 w Prabutach) – polski dziennikarz naukowy, doktor nauk przyrodniczych specjalizujący się w biomedycynie i genetyce. 

## Życiorys
Ukończył studia na Wydziale Biologii Uniwersytetu Warszawskiego. W 1984 uzyskał doktorat z nauk przyrodniczych. Pracował na Uniwersytecie Warszawskim, Wageningen University & Research (Holandia), Université de Batna (Algieria), odbył długoterminowy staż naukowy na Uniwersytecie Stanforda (stypendium Knight Fellowship). Był członkiem Rady Upowszechniania Nauki PAN.
Kierował działem nauki w tygodniku „Spotkania”. Od 1993 do października 2012 związany z „Gazetą Wyborczą”. Pisał artykuły naukowe do „Magazynu Gazety Wyborczej” (dziś: „Duży Format”). Od 1995 był zastępcą kierownika działu nauki, a od 2000 kierownikiem tego działu. Zajmował się głównie tematami biomedycznymi, takimi jak genetyka czy AIDS. W październiku 2012, w związku z likwidacją działu naukowego, odszedł z Gazety Wyborczej i objął stanowisko rzecznika prasowego Centrum Nauki Kopernik w Warszawie. Od 2014 do 2017 kierował Wydziałem Kultury, Nauki i Informacji Ambasady RP w Waszyngtonie. Następnie od 2018 rozpoczął pracę w OKO.press. 
Laureat nagród, w tym „Białego Kruka” (2002) przyznawanego przez Fundację „Promocja Zdrowia” oraz Nagrody im. prof. Hugona Steinhausa (2003). Współautor książki popularnonaukowej Gen ciekawości (Prószyński i S-ka, ISBN 83-7255-198-7) – zbioru wywiadów z wybitnymi naukowcami.
Jest członkiem założycielem, a także byłym prezesem i wiceprezesem Polskiego Stowarzyszenia Dziennikarzy Naukowych Naukowi.pl.